# Hôpital Aziza Othmana
L'hôpital Aziza Othmana (arabe : مستشفى عزيزة عثمانة) est un établissement universitaire de santé publique situé sur la place de la Kasbah à Tunis en Tunisie.

## Histoire
Hôpital le plus ancien de Tunis, il est fondé en 1662 sous le règne de la dynastie mouradite. Baptisé à l'origine Bimaristan Al Azzafine (bimaristan des musiciens), il se situe au souk El Azzafine, territoire retenu comme bien inaliénable par la princesse Aziza Othmana. Le bâtiment de l’hôpital existe encore, au numéro 101 de la rue de la Kasbah, entre la rue El Azzafine et le souk En Nhas. Azzafine vient du verbe azafa, qui signifie « jouer de la musique », cette rue étant le lieu de réunion de musiciens.
Dans la deuxième moitié du XIXe siècle, il déménage à son emplacement actuel, qui faisait auparavant partie de la caserne militaire Qishla des Bchamkia. Un décret comptant 41 articles est signé par Sadok Bey le 5 février 1879 : il institue un hôpital destiné à soigner les pauvres et les nécessiteux. Il comporte alors 100 lits dont 18 sont réservés pour les femmes ; il accueille également les patients atteints de maladies mentales. Il prend alors le nom d'hôpital Sadiki.

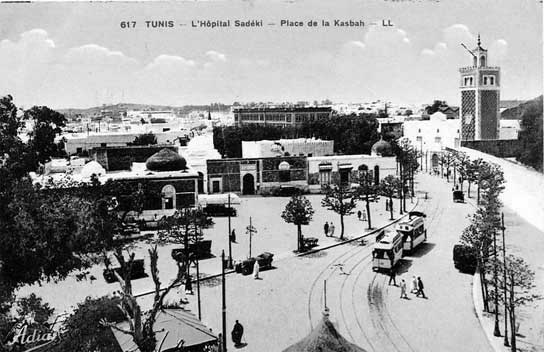
Vue de la place de la Kasbah avec l'hôpital à gauche.

Il figure parmi les premiers hôpitaux à exiger des règles modernes d'organisation à l'intérieur de l'établissement et à investir dans la propreté et la prévention. L'article 8 spécifie ainsi que « le patient doit enlever ses vêtements personnels, en porter d'autres fournis par l'hôpital, et les récupère après sa cure ».
Cette disposition particulière permet à Charles Nicolle et à son équipe de découvrir l'agent du typhus. En effet, les médecins notent qu'à l'hôpital Sadiki, le personnel ne contracte jamais le typhus, à part celui qui reçoit les malades et change leurs vêtements, le règlement de cette institution imposant aux malades de ne porter que les habits de l'hôpital.
L'hôpital Sadiki avait un bain maure ; le malade y était rasé et débarrassé de ses poux ; il n'était alors plus contagieux. À partir de cette constatation, l'équipe conclut que des actes simples d'hygiène et la suppression du parasite suffisent à assurer la prophylaxie du fléau et sauver des vies. Nicolle reçoit le prix Nobel de médecine en 1928 « pour ses travaux sur le typhus » et se voit élu membre de l'Académie des sciences en 1929.
En 1960, l'hôpital prend son nom actuel, en hommage à l'action de la princesse Aziza Othmana.

## Spécialités

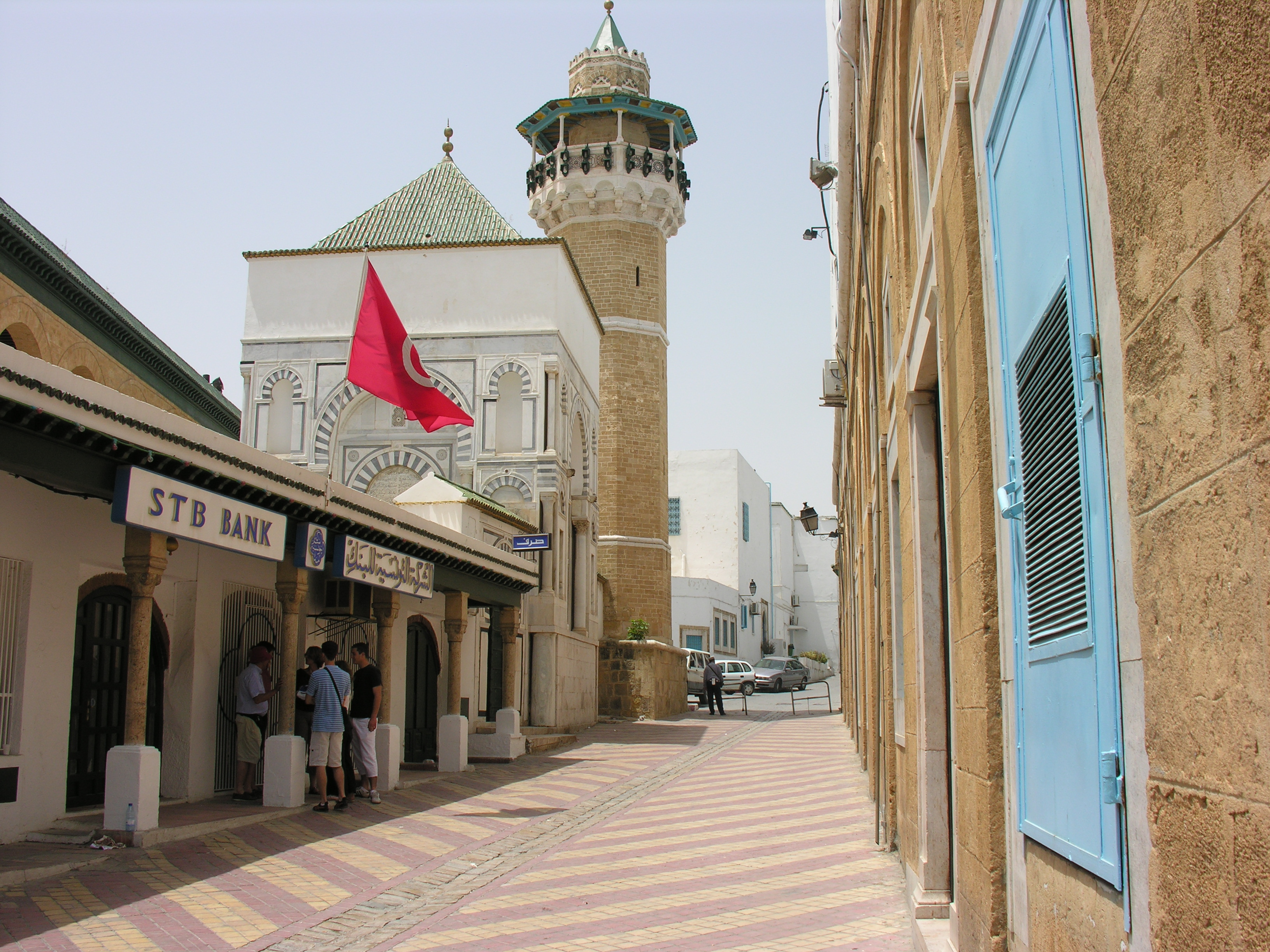
Pavillon de médecine dentaire : le bâtiment blanc derrière la mosquée.

L'hôpital comporte une banque du sang et des départements d'hématologie et de gynécologie obstétrique, avec une unité de procréation médicalement assistée, ainsi que des laboratoires médicaux et un service d'imagerie médicale. Le département des grands brûlés, qui comportait seize lit, est transféré en 2008 au Centre de traumatologie et des grands brûlés situé à Ben Arous. Pour les spécialités chirurgicales, il comporte :
- un service d'orthopédie ;
- un service de chirurgie plastique et de chirurgie de la main.

Cet établissement est connu pour son service d'urgences traumatologiques ou traumatologie ainsi que le service de réanimation polyvalente. Il comporte aussi un pavillon de médecine dentaire en dehors de ses murs, à proximité de la mosquée Youssef Dey.

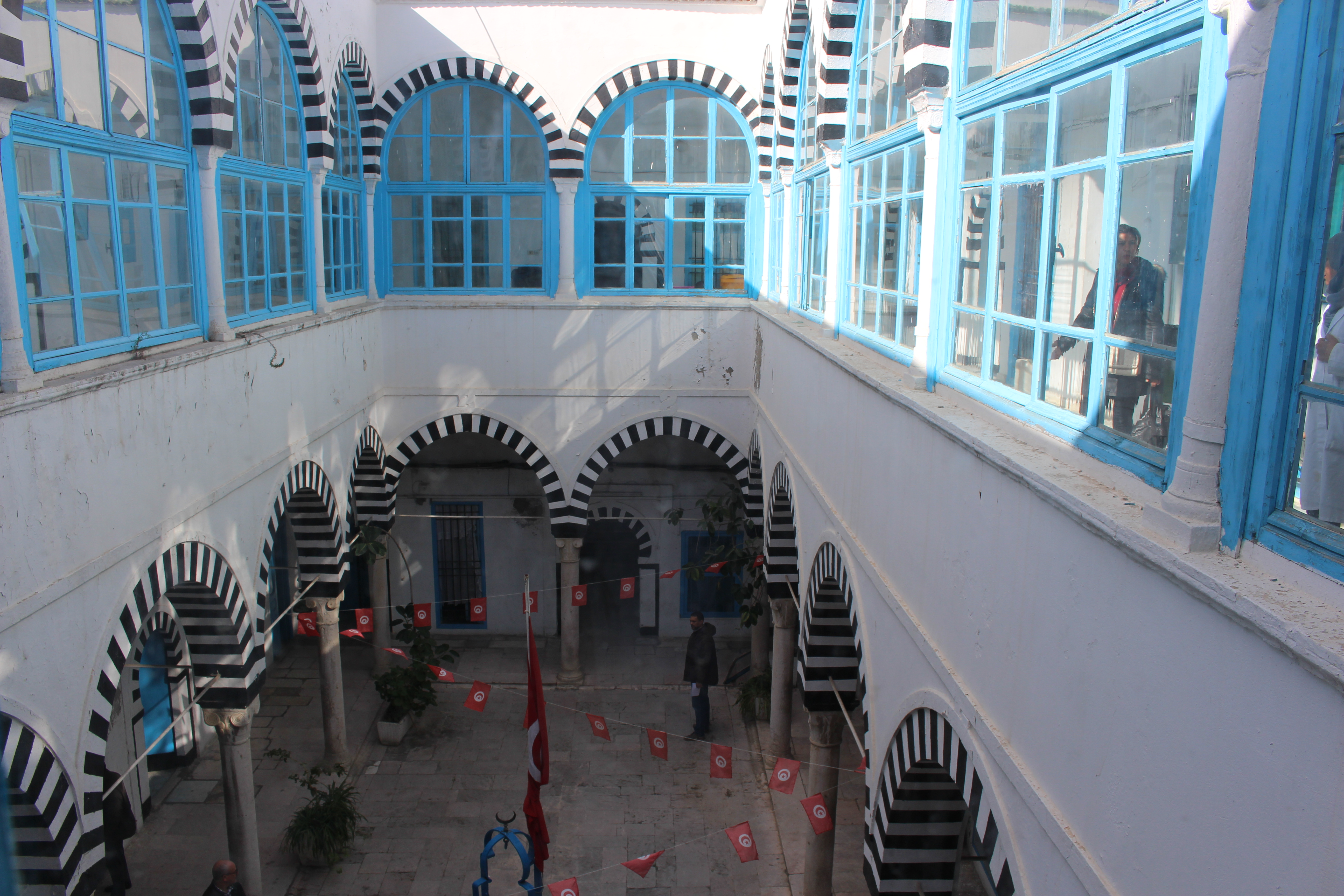
Patio de l'administration.
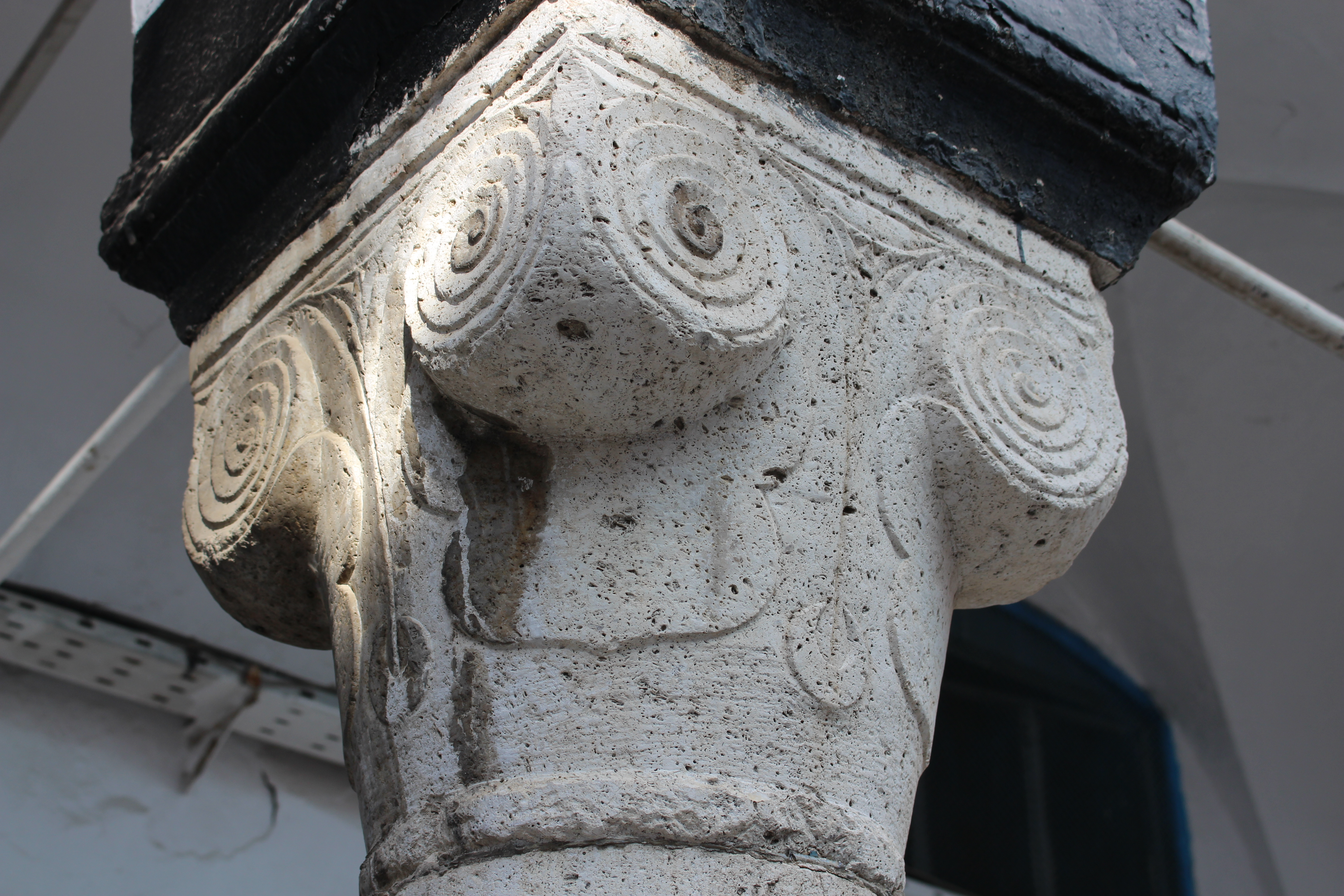
Chapiteau dans le patio.
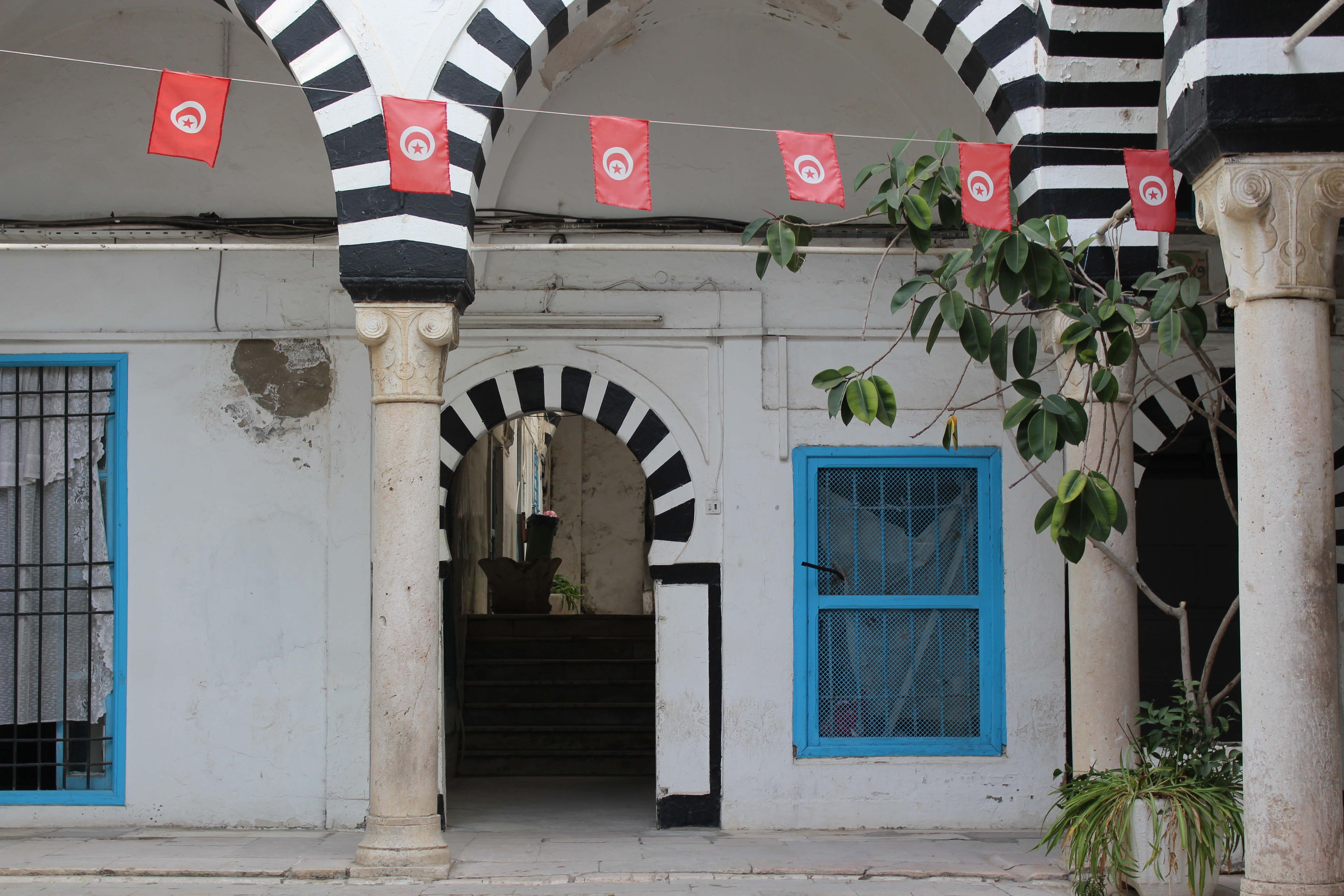
Une des entrées de l’hôpital.
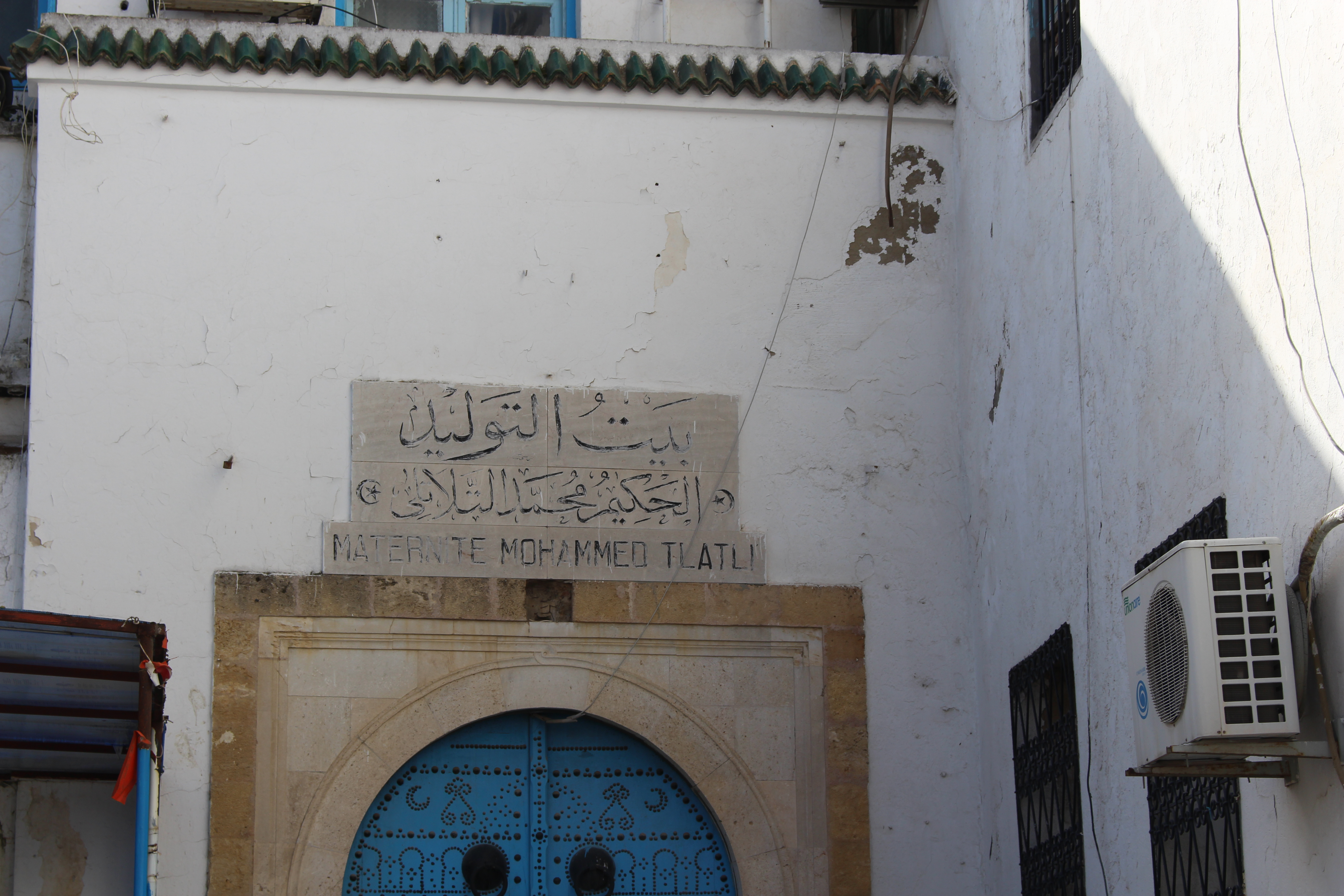
Entrée du service de gynécologie.
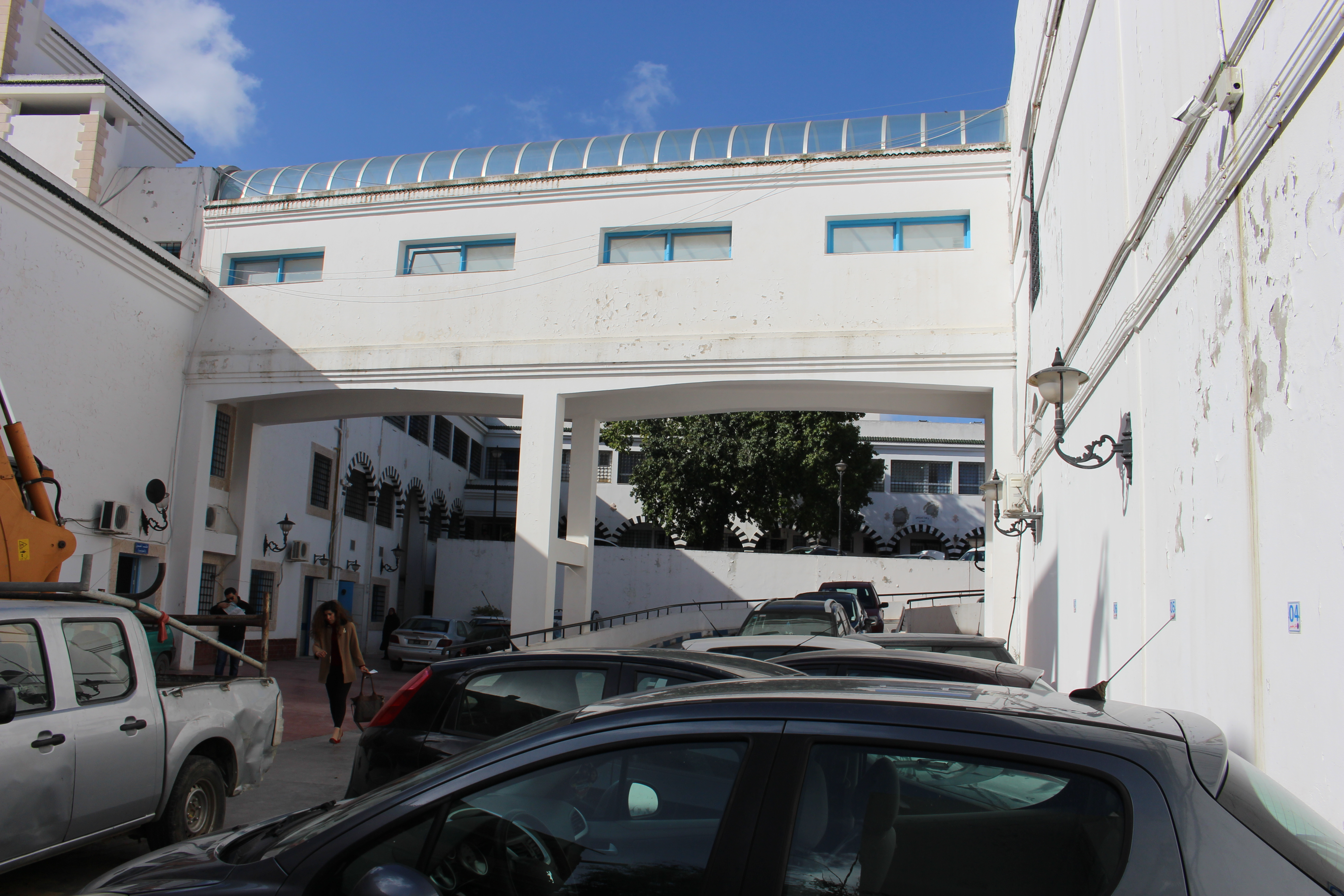
Extensions de l’hôpital.

## Sources
- (ar) Cet article est partiellement ou en totalité issu de l’article de Wikipédia en arabe intitulé « مستشفى عزيزة عثمانة » (voir la liste des auteurs).